# Capricorn (A Brand New Name)
«Capricorn (A Brand New Name)» — первый сингл с одноименного альбома американской рок-группы 30 Seconds to Mars.

## Список композиций
- Standard

1. Capricorn (Radio Edit) — 3:50
2. Capricorn (A Brand New Name) — 3:53 (album version)

- US (CD)

1. Capricorn (A Brand New Name) — 3:53 (album version)
2. End of the Beginning — 4:39

- UK (CD)

1. Capricorn (A Brand New Name) — 3:53 (album version)
2. Phase 1:Fortification — 5:00

- Enchanced CD

1. Capricorn (Radio Edit) — 3:50
2. Capricorn (A Brand New Name) — 3:53 (album version)
3. Phase 1:Fortification — 5:00
4. Capricorn (A Brand New Name) — 4:00 (video)

## Чарты
| Год  | Чарт                                  | Высшая позиция |
| ---- | ------------------------------------- | -------------- |
| 2002 | U.S. Billboard Mainstream Rock Tracks | 31             |
| 2002 | U.S. Billboard Heatseekers            | 1              |

## Участники записи

### 30 Seconds to Mars
- Джаред Лето — вокал, гитара, бас-гитара, синтезатор, музыкальное программирование
- Шеннон Лето — ударные

### Дополнительный персонал
- Ренн Хоки (DreamWorks Records) — дополнительный синтезатор
- Джаред Лето — автор песен
- Боб Эзрин и Брайан Вирту — музыкальные продюсеры
- Звукозапись — Cherokee Studios, Sunset Sound, Лос-Анджелес и Центр по развитию искусств и науки звука
- Брайан Вирту — звукорежиссёр
- Том Бэйкер (Precision Mastering, Hollywood, CA) — мастеринг